# Detroit Red Wings
Los Detroit Red Wings (en español, Alas Rojas de Detroit) son un equipo profesional de hockey sobre hielo de los Estados Unidos con sede en Detroit, Míchigan. Compiten en la División Atlántico de la Conferencia Este de la National Hockey League (NHL) y disputan sus partidos como locales en el Little Caesars Arena. 
El equipo fue fundado en 1926 con el nombre de Detroit Cougars y forman parte de los denominados Original Six de la NHL. En 1930 la franquicia cambió su nombre por el de Detroit Falcons y dos años después adoptaron su denominación actual. 
A lo largo de su historia los Detroit Red Wings han ganado un total de once Copas Stanley (solo los Montreal Canadiens y los Toronto Maple Leafs la han ganado más veces), seis títulos de conferencia, seis Trofeos de los Presidentes y diecinueve títulos de división. Esto hace de los Red Wings la franquicia estadounidense de hockey sobre hielo más laureada. Por ese motivo sus aficionados se refieren la ciudad de Detroit como «Hockeytown».

## Historia

### 1926-1946: Fundación y primeros años
Cuando la Western Canadá Hockey League desaparece después de la temporada 1925-26, se llegó a un trato con la National Hockey League por el que la nueva franquicia de expansión, que albergaría Detroit, contara con los principales jugadores del campeón de 1925: Victoria Cougars. La NHL no considera oficialmente a los Red Wings como una continuación del equipo de Victoria, por lo que el nacimiento del club, Detroit Cougars, es 1926.
Al no contar a tiempo con un estadio para Detroit, los Cougars tuvieron que jugar sus primeros partidos en Windsor (Ontario). En 1927 los Red Wings se trasladarán a su nuevo hogar, el Detroit Olympia, en el que jugaron hasta 1979. El entrenador Jack Adams comenzó a dirigir el equipo ese mismo año, y permaneció en el cargo los siguientes 36 años. Su primera participación en la final de una Copa Stanley data de 1929, cuando cayeron ante Toronto Maple Leafs. En 1930 cambian su nombre por el de Detroit Falcons, pero el equipo continuaba sin ganar un torneo.
El presidente de la NHL, Frank Calder, solicitó en 1932 a los propietarios de otros clubes que permitieran la compra de la franquicia de Detroit Falcons a James E. Norris, un empresario con experiencia en otros clubes de hockey. Tras adquirir la franquicia, Norris decidió cambiar su nombre por el de Detroit Red Wings. En su primer año lograron la clasificación, y en 1934 consiguieron llegar a la final del campeonato. Finalmente, su primera Copa Stanley llegó en 1936, y de nuevo se logró en 1937.

### 1946-1971: La era de Gordie Howe
Durante la década de 1940 Detroit fue uno de los dominadores del campeonato, con estrellas como Ebbie Goodfellow, o el trío de Gordie Howe, Sid Abel y Ted Lindsay, conocido como production line. Gordie Howe fue uno de los jugadores más sucios de todos los tiempos. Es mundialmente conocido el triplete de Howe que consiste en un gol, una asistencia y una pelea. Gordie Howe no solo era un provocador nato, sino que gustaba de golpear al rival, desprovisto de casco en aquella época, en la cabeza con su stick. La columna vertebral formada por ellos se convirtió en vital para el equipo. Abel ganó el Trofeo Hart en 1949 y Lindsey ganó el Art Ross Trophy en 1950. Howe ganó seis Hart y otros seis Art Ross entre 1951 y 1963. Red Kelly ganó el primer Norris Trophy al mejor defensor. Como resultado de la gran plantilla que tenían, los Red Wings ganaron cuatro Stanley Cup en seis años que disputaron la final: 1950, 1952, 1954, y 1955. 
En 1952 el propietario James E. Norris fallece y fue sustituido en la dirección del club por su esposa Marguerite, quien fue la primera mujer en dirigir un equipo de hockey. Permanecería poco tiempo al frente, ya que una lucha familiar por el control de la franquicia le hizo renunciar en favor de su hijo, Bruce Norris. Durante la década de 1960 Red Wings continuó siendo uno de los equipos principales, tras rejuvenecer el equipo. A pesar de contar con jugadores como Howe, Norm Ullman o Parker MacDonald, Detroit no ganó ninguna de las finales que disputó. En 1963 Adams, quien permaneció 36 años al frente del club, fue cesado como director del club.

### Crisis de los Red Wings (1965 a 1982)
En la temporada de 1966-67, Detroit no alcanzó los playoff y se quedó a 24 puntos de lograrlo. Esto fue el comienzo de una racha negativa que afectó al club, y de la que no saldrían hasta 1982. Durante más de 15 años, Detroit llegó a contar hasta con catorce directores generales y múltiples entrenadores interinos, que no llegaron a durar más de tres años. Durante ese tiempo solo lograron dos clasificaciones para playoffs, donde también duraron poco, y destacaron por su mal juego e inestabilidad técnica.
Entre las razones que pueden explicar esta crisis, se encuentra el traspaso de los jugadores estrella, la retirada de Gordie Howe en 1971, y un modelo obsoleto de trato a la plantilla. En la temporada 1979-80, Bruce Norris vende el equipo a Mike Ilitch, fundador de la cadena de pizzerías Little Caesars.

### 1983-2006: La era de Steve Yzerman

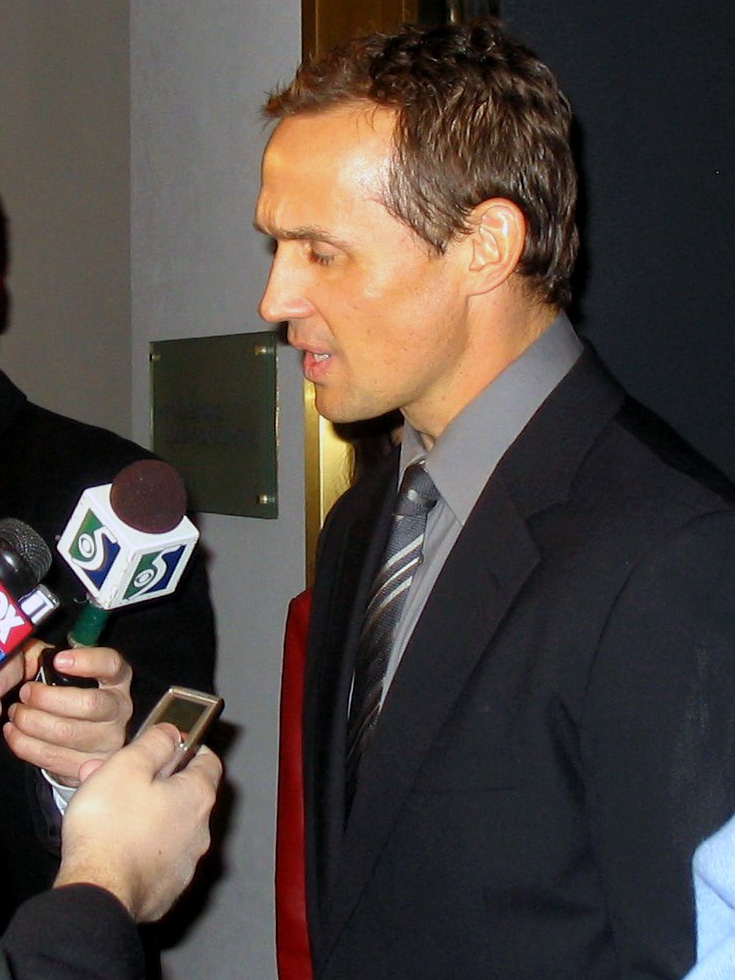
Steve Yzerman.

En 1983 los Wings consiguen como jugador de draft a Steve Yzerman, capitán de los Red Wings desde 1986 hasta su retirada en 2006. El canadiense consiguió liderar al equipo para que tratara de recobrar su prestigio en la liga, y lideró las anotaciones junto con John Ogrodonick y Ivan Boldirev para lograr la clasificación en los playoffs. Tras esto, los Red Wings continuaron reforzándose en la defensa con Brad Park, que consiguió el Bill Masterton Memorial Trophy. Desde 1986 el equipo no se ha perdido ningún playoff, siendo la racha más larga de equipo alguno clasificando a pos-temporada, no solo en la NHL, sino también para cualquier deporte en Norteamérica.
En 1987 Yzerman continuó en el club, y a él se sumaron Petr Klima y Adam Oates entre otros. En esa temporada Detroit logró llegar hasta las finales de conferencia, donde perdieron ante Edmonton Oilers. En 1988 los Red Wings consiguen su primer título de división desde 1965, aprovechando uno de los años más débiles de los clubes de la División Norris. Llegaron hasta la final de la conferencia para caer de nuevo contra Edmonton Oilers.
Finalmente Detroit confirmó su regreso a la senda de las victorias en 1989, con 65 goles de Yzerman y el fichaje sonado de Sergei Fedorov, que había abandonado la Unión Soviética y se convirtió en la estrella de Detroit en la década de 1990. En 1992 contrataron al goleador Ray Sheppard, y en 1993 al defensa Paul Coffey. A todos ellos se sumaron las elecciones de draft del club, como el sueco Nicklas Lidström, procedentes en su mayoría de ligas europeas.
Tras la huelga de 1994-95 que redujo la temporada regular, Detroit consiguió llegar hasta la final de la Copa Stanley liderados por Yzerman. A pesar de caer en la ronda final ante New Jersey Devils, los jugadores y aficionados de los Red Wings consiguieron recuperar la moral y volver a soñar con la posibilidad de ganar un título. Detroit fue también uno de los que más se aprovechó de la caída del telón de acero: en la plantilla, a la presencia de Sergei Fedorov, Vladimir Konstantinov y Vyacheslav Kozlov, hubo que sumar a dos rusos más: Slava Fetisov e Igor Larionov. Este quinteto sería conocido como los cinco de Rusia (Russian Five).
En la temporada 1995-96, Detroit Red Wings batió el récord de victorias en una temporada regular, con 62, y logró acumular 131 puntos al final de la liga, quedándose a tan sólo un punto del récord histórico de Montreal Canadiens. A pesar de los buenos resultados, cayeron en las finales de Conferencia ante sus máximos rivales, Colorado Avalanche por 4-2. En 1997 Detroit volvió a ganar una Stanley Cup tras dos décadas sin hacerlo, ante Philadelphia Flyers. En este equipo destacaron, además de habituales como Yzerman o Sergei Fedorov, los fichajes de Brendan Shanahan, el portero Chris Osgood, y Mike Vernon, quien fue MVP de los playoff en 1997 con el club de Míchigan. El equipo tuvo sin embargo que afrontar una baja importante: Vladimir Konstantinov y el entrenador Sergei Mnatsakanov sufrieron un grave accidente de tráfico, que terminó con la carrera profesional de Konstantinov. Detroit conseguiría revalidar el título un año después, al vencer a Washington Capitals. 
La siguiente temporada los Wings parecían preparados para la "tripleta" por primera vez en la historia de la franquicia. En marzo de 1999 Chris Chelios, defensa capaz de jugar en los dos primeras parejas defensivas de su equipo, fue adquirido de los Chicago Blackhawks, su equipo local. Pero los Red Wings terminaron en perder ante Colorado en los semifinales de la Conferencia Oeste en seis partidos.

### 2006-2017: La era de los «Euro-Twins»
Los Red Wings comienzan la temporada 2006–07 con Nicklas Lidström como nuevo capitán. La franquicia retira el número 19 de Yzerman el 2 de enero del 2007. Acaban la temporada primeros de la conferencia oeste, quedando primeros de la NHL empatados con los Buffalo Sabres, pero se les entrega el President´s Trophy a los Buffalo Sabres por tener mayor número de victorias. Detroit avanza hasta la final de conferencia de los playoffs de 2007, la cual perderían contra los campeones de la Stanley Cup de dicho año, Anaheim Ducks. Llegan a la final después de ganar las dos primeras eliminatorias contra Calgary Flames y San José Sharks en seis partidos. Levantando un 2-1 en contra de estos últimos.
En el arranque de la temporada 2007-08 Zetterberg cosecha al menos un punto durante los primeros 17 partidos, estableciendo un récord en la franquicia. Los Red Wings avanzarían hasta los playoffs donde en primera ronda se enfrentarían a los Nashville Predators. Tras dos malas actuaciones en los partidos 3 y 4 de la serie por parte de Dominik Hasek, ambas derrotas, el entrenador Mike Babcock decide colocar a Chris Osgood bajo palos, no abandonando este la posición hasta el final de los playoffs, a su vez que los Red Wings levantaban la eliminatoria para acabar conquistando, después, su decimoprimera Stanley Cup. El 4 de junio de 2008 los Red Wings ganaban por 3-2 el partido decisivo de la final contra los Pittsburgh Penguins. Esta era la 4ª Stanley Cup que levantaban los Red Wings en los últimos 11 años. Zetterberg marcaba el gol decisivo de la final, a su vez que alzaba el Conn Smythe Trophy como MVP de los playoffs. Era la primera vez en la historia de la liga que alzaba la Stanley Cup un equipo capitaneado por un jugador no estadounidense, el sueco Nicklas Lidström.
Al inicio de la temporada 2012-13, Henrik Zetterberg tomo puesto como capitán después del retiro de Nicklas Lidström. Además se unieron al equipo Damien Brunner y Jordin Tootoo.
En la temporada 2012-13 Detroit terminó en la séptima posición de su conferencia, preservando su racha de 22 temporadas consecutivas clasificando a playoffs, estrenándose ganando sorpresivamente la serie de primera ronda a los Anaheim Ducks en siete partidos. En las semifinales de conferencia sorprendió a los Chicago Blackhawks (quienes eran los favoritos) liderando 3-1, aunque en un regreso destacado de Chicago, que ganó los 3 siguientes juegos, quedaron fuera los Red Wings, al perder en la prórroga del séptimo y decisivo juego.
Durante el verano entre las temporadas 2012-13 y 2013-14, se confirmó que el dorsal #5 de la franquicia sería retirado, en honor al capitán y ganador de 4 Stanley Cup, Nicklas Lidström.
También se confirmó la contratación de dos de los jugadores franquicia de Ottawa Senators, Daniel Alfredsson, y de Florida Panthers, Stephen Weiss. Por otra parte, se confirmó la baja de Damien Brunner, que pasó a formar parte de los New Jersey Devils y de Valtteri Filppula que fue contratado por los Tampa Bay Lightning.
Por último, en el movido verano de esta campaña, se produjo una reestructuración de la NHL, que conllevó que los Detroit Red Wings y los Columbus Blue Jackets pasaran a formar parte de la Conferencia Este, así como los Winnipeg Jets pasaron a formar parte de la Conferencia Oeste.
Esta reestructuración dejó las 6 divisiones anteriores en tan sólo 4, dos por conferencia, de forma que los Red Wings dejarían la División Central de la liga, para pasar a ser miembro de la División Atlántica.
Durante la temporada 2013-14, las lesiones marcaron prácticamente la totalidad de la Liga Regular, lo que hizo que destacaran jugadores jóvenes, que jugaban en los Grand Rapids Griffins a principios de la misma.
En especial destacan dos de estos nuevos miembros del equipo, que ya fueron decisivos en los play-offs NHL de la temporada anterior, y que fueron campeones de la Calder Cup 2012-13 con los propios Griffins: Gustav Nyquist y Tomas Tatar.
A causa también de estas lesiones, se produjo un movimiento importante de mercado, ya que se produjo la adquisición del delantero David Legwand, a cambio del también delantero Patrick Eaves y de la 3ª elección del Draft del año siguiente a los Nashville Predators. El 9 de abril de 2014, tras una derrota en la prórroga (OT Loss) contra los Pittsburgh Penguins, el equipo de la ciudad del motor accedió por 23ª vez consecutiva a los play-offs por la Stanley Cup, la racha vigente más larga de las 4 grandes ligas profesionales de EE. UU. En la primera ronda se enfrentará a los Boston Bruins, que fueron el mejor equipo en la Liga Regular.

## Equipación e imagen
La equipación de Detroit es una de las más tradicionales de todas las franquicias de la NHL, solo emplea dos colores: rojo (casa) y blanco (fuera). Este esquema ha permanecido inalterable desde 1932, y rara vez utilizan camisetas conmemorativas.
Su logotipo es una rueda, en referencia a Detroit como ciudad del motor, con dos alas. Los colores utilizados son los mismos que en la equipación: rojo y blanco.

## Pabellones

### Antiguos pabellones
- Border Cities Arena (1926-1927). La primera casa de los Detroit Red Wings (en ese momento todavía llamados Cougars) fue el Border Cities Arena, un pabellón localizado en la ciudad canadiense de Windsor (Ontario). El equipo jugó allí su primera temporada en la NHL mientras se construía el Olympia Stadium de Detroit.
- Olympia Stadium (1927-1979). Con capacidad para 15.000 espectadores, fue derribado en 1987.
- Joe Louis Arena (1979-2017). Con una capacidad media para 19.897 espectadores, ya que a lo largo de los años sufrió modificaciones del aforo.

### Little Caesars Arena
Los Detroit Red Wings juegan como locales en el Little Caesars Arena desde la temporada 2017-2018, compartiendo pabellón con los Pistons de la NBA. Es un pabellón multiusos con una capacidad para 19.515 espectadores cuando se utiliza para la práctica del hockey, mientras que para la práctica del baloncesto aumenta su capacidad hasta los 20.491 espectadores.

## Jugadores

### Números retirados

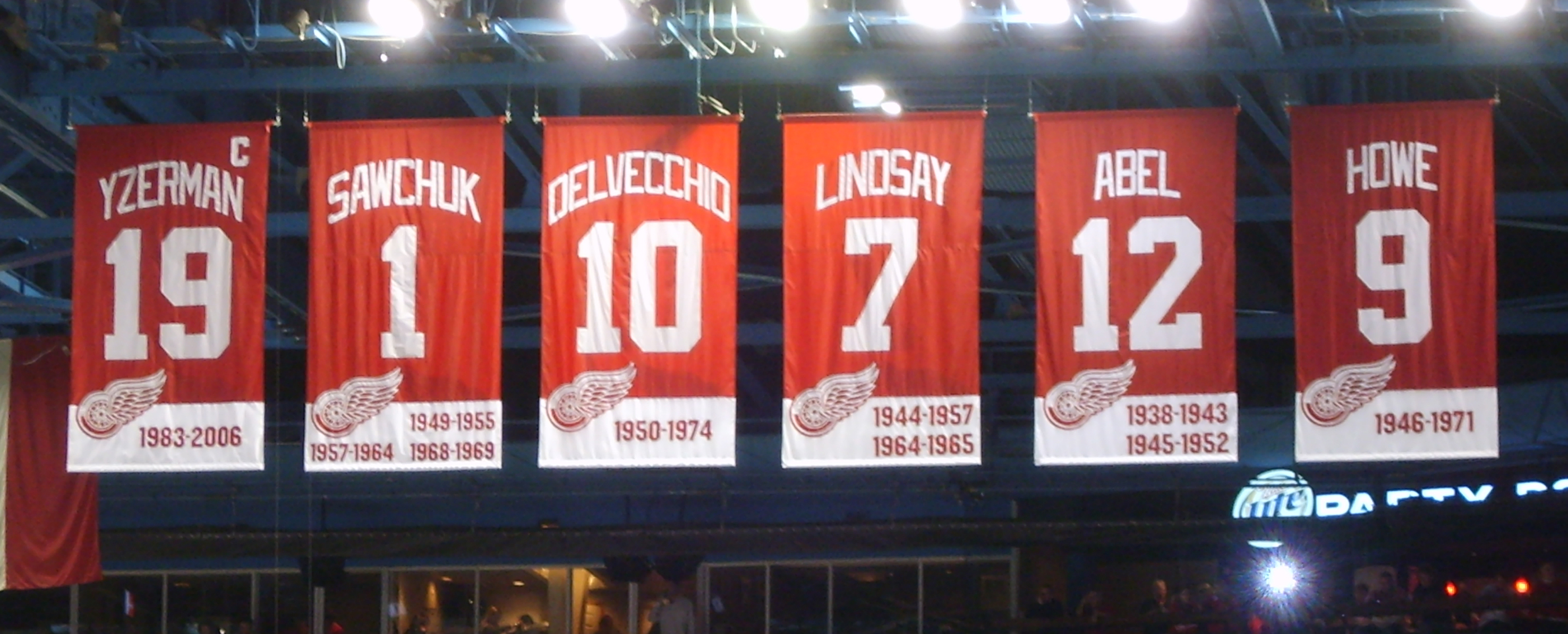
Números retirados de Detroit Red Wings.

| Números retirados por los Detroit Red Wings |                  |        |                               |                         |
| N.º                                         | Jugador          | Puesto | Periodo                       | Fecha                   |
| 1                                           | Terry Sawchuk    | G      | 1949–1955 1957–1964 1968–1969 | 6 de marzo de 1994      |
| 4                                           | Red Kelly        | D      | 1947–1960                     | 1 de febrero de 2019    |
| 5                                           | Nicklas Lidström | D      | 1991–2012                     | 6 de marzo de 2014      |
| 7                                           | Ted Lindsay      | LW     | 1944–1957, 1964–1965          | 10 de noviembre de 1991 |
| 9                                           | Gordie Howe      | RW     | 1946–1971                     | 12 de marzo de 1972     |
| 10                                          | Alex Delvecchio  | C      | 1950–1974                     | 10 de noviembre de 1991 |
| 12                                          | Sid Abel         | C      | 1938–1943, 1945–1952          | 29 de abril de 1995     |
| 19                                          | Steve Yzerman    | C      | 1983-2006                     | 2 de enero de 2007      |
| 99                                          | Wayne Gretzky    | C      | —                             | 6 de febrero de 2000    |

## Rivalidades
Sin duda la rivalidad más fuerte es con los Chicago Blackhawks con quienes forman parte de los «Six original» además de ser, hasta el año 2013, rivales divisionales y rivales desde que ambas franquicias comenzaron.
Otra rivalidad es con los Colorado Avalanche con quienes en el año 1996 se enfrascaron en una pelea de todo el equipo contra todo el equipo durante un juego, varios árbitros tuvieron que intervenir para poder detenerlos.
Entre otras rivalidades existen con los San José Sharks, con los Columbus Blue Jackets, los Saint Louis Blues, los Nashville Predators estos tres últimos rivales en la división central hasta el año 2013, los Toronto Maple Leafs y los Pittsburgh Penguins con quienes en dos ocasiones consecutivas (2007-08 y 2008-09) se han disputado la final por la Stanley Cup.

## Palmarés
- Stanley Cup: 11 (1935–36, 1936–37, 1942–43, 1949–50, 1951–52, 1953–54, 1954–55, 1996–97, 1997–98, 2001–02, 2007–08)

- Presidents' Trophy: 6 (1994–95, 1995–96, 2001–02, 2003–04, 2005–06, 2007–08)

- Clarence S. Campbell Bowl: 6 (1994–95, 1996–97, 1997–98, 2001–02, 2007–08, 2008-09)

- Prince of Wales Trophy: 13 (1933-34, 1935–36, 1936–37, 1942–43, 1948-49, 1949–50, 1950–51, 1951–52, 1952–53, 1953–54, 1954–55, 1956–57, 1964–65)

- O'Brien Trophy: 5 (1940–41, 1941–42, 1944–45, 1947–48, 1948–49)

## Premios
Art Ross Trophy
- Ted Lindsay: 1949–50
- Gordie Howe: 1950–51, 1951–52, 1952–53, 1953–54, 1956–57, 1962–63

Bill Masterton Memorial Trophy
- Brad Park: 1983–84
- Steve Yzerman: 2003–04

Calder Memorial Trophy
- Jim McFadden: 1947–48
- Terry Sawchuk: 1950–51
- Glenn Hall: 1955–56
- Roger Crozier: 1964–65

Conn Smythe Trophy
- Roger Crozier: 1965–66
- Mike Vernon: 1996–97
- Steve Yzerman: 1997–98
- Nicklas Lidstrom: 2001–02
- Henrik Zetterberg: 2007–08

Frank J. Selke Trophy
- Sergei Fedorov: 1993–94, 1995–96
- Steve Yzerman: 1999–00
- Kris Draper: 2003–04
- Pavel Datsyuk: 2007–08

Hart Memorial Trophy
- Ebbie Goodfellow: 1939–40
- Sid Abel: 1948–49
- Gordie Howe: 1951–52, 1952–53, 1956–57, 1957–58, 1959–60, 1962–63
- Sergei Fedorov: 1993–94

James Norris Memorial Trophy
- Red Kelly: 1953–54
- Paul Coffey: 1994–95
- Nicklas Lidstrom: 2000–01, 2001–02, 2002–03, 2005–06, 2006–07, 2007–08

Jack Adams Award
- Bobby Kromm: 1977–78
- Jacques Demers: 1986–87, 1987–88
- Scotty Bowman: 1995–96

King Clancy Memorial Trophy
- Brendan Shanahan: 2002–03

Lady Byng Memorial Trophy
- Marty Barry: 1936–37
- Bill Quackenbush: 1948–49
- Earl Reibel: 1955–56
- Alex Delvecchio: 1958–59, 1965–66, 1968–69
- Marcel Dionne: 1974–75
- Pavel Datsyuk: 2005–06, 2006–07, 2007–08

Lester B. Pearson Award
- Steve Yzerman: 1988–89
- Sergei Fedorov: 1993–94

Lester Patrick Trophy
- Jack Adams: 1965–66
- Gordie Howe: 1966–67
- Terry Sawchuk: 1970–71
- Alex Delvecchio: 1973–74
- Tommy Ivan y Bruce Norris: 1974–75
- Mike Ilitch: 1990–91
- Scotty Bowman: 2000–01
- Marcel Dionne: 2006–07
- Reed Larson: 2006–07
- Steve Yzerman: 2006–07

NHL Plus/Minus Award
- Paul Ysebaert: 1991–92
- Vladimir Konstantinov: 1995–96
- Chris Chelios: 2001–02
- Pavel Datsyuk: 2007–08

Vezina Trophy
- Normie Smith: 1936–37
- Johnny Mowers: 1942–43
- Terry Sawchuk: 1951–52, 1954–55

William M. Jennings Trophy
- Chris Osgood y Mike Vernon: 1995–96
- Chris Osgood y Dominik Hasek: 2007–08